# 石堂淑朗
石堂 淑朗（いしどう としろう、1932年7月17日 - 2011年11月1日）は、日本の脚本家、映画評論家。

## 来歴
広島県尾道市久保町出身。実家は『東京物語』の撮影が行われた浄土寺の近くで、田坂啓の家も近所にあった。
父は種子島出身で、足が悪く、苦学して33歳で京都大学法学部を卒業した弁護士だった。
旧制尾道中学校（現・広島県立尾道北高等学校）在学中に学制改革を経験するが、男女共学化に反対して岡山県立岡山朝日高等学校に転校。しかし翌年秋からここも共学化されるのを知り、同校を2年生の夏に中退。大学入学資格検定を受けて同級生よりも1年早く広島大学に入学したがまた中退して、東京大学文学部独文学科に入学した。東大在学中から、同期の種村季弘、吉田喜重らと「同人誌」を刊行。
東京大学卒業後、1955年、吉田と松竹大船撮影所に入社。渋谷実のもとで助監督修行。
1960年に『太陽の墓場』で脚本家デビュー。大島渚、吉田喜重、篠田正浩、田村孟らとともに、“松竹ヌーヴェルヴァーグ”と言われた1960年代初頭の映画革新運動の中心的役割を果たした。同年、大島と共同脚本を執筆した『日本の夜と霧』が浅沼稲次郎刺殺事件を理由に上映禁止になると、翌1961年、松竹を退社した大島と行動をともにし、大島主宰の「創造社」の同人となった。
大島渚作品の『太陽の墓場』、 吉田喜重作品の『水で書かれた物語』、実相寺昭雄作品の『無常』、浦山桐郎作品の『非行少女』などは彼の初期代表作である。
大島と袂を分った1965年以後は、フリーの脚本家となりテレビでの活動が増え、『マグマ大使』、『シルバー仮面』や『帰ってきたウルトラマン』などの特撮ヒーローもの、『必殺仕掛人』や『子連れ狼』といった時代劇、SFドラマ『七瀬ふたたび』、銀河テレビ小説の第1回作品『楡家の人びと』などさまざまなジャンルの作品を手がけているが、一貫して反俗的作風となっている。映画では1989年の『黒い雨』が、多くの賞を獲得した。
俳優として、テレビドラマ『必殺仕掛人』や映画『飼育 (映画)』、『必殺! THE HISSATSU』で悪役を、大島渚の映画『絞死刑』でコミカルな拘置所の教誨師役を演じている。また『ウルトラマンタロウ』第24話にメインゲスト・岩森６兄弟の父親役でゲスト出演、大河ドラマ『花神』には力士役で出演した。
1991年に日本シナリオ作家協会会長、1992年に日本映画学校校長、1993年に近畿大学文芸学部客員教授に就任するなど後進の指導にもあたった。近大時代には清水崇らを育てている。その他の弟子に阿井渉介ら。その後も帝京平成大学の教授を務めていたが、体調不良により退職。
2008年に発売された著作『偏屈老人の銀幕茫々』の序文にて、「私の文筆の仕事は本書で終わりました。後は冥界で実相寺昭雄や今村昌平と会うだけです」と記した。ジャーナリストの有田芳生はブログにて本書を「比類なく面白い」と述べ、序文の言葉を受けて「そんなことをおっしゃらずに、もっともっと書いてくださいよ。お会いしたこともない石堂淑朗さんにそう伝えたい」と結んだ。
2011年11月1日、膵臓癌で死去。79歳没。なお、訃報は親族の希望により1か月伏せられた後に公表された。

## エピソード
- 1996年12月2日、藤岡信勝、西尾幹二、小林よしのりらは「新しい歴史教科書をつくる会」（略称：つくる会）の結成記者会見を開催。中学校社会科教科書からの従軍慰安婦の記述削除を求めた[6]。会見時の呼びかけ人は9人、賛同者は78人。石堂は賛同者に名を連ねた[注 1]。
- 晩年の評論・随筆などでは右派の論客とされた。亀井龍夫が編集長をつとめていたころの月刊誌『新潮45』に随筆を寄せていた。『正論』などに寄せた映画評論では、一貫して黒澤明を酷評する一方、小津安二郎を真の日本的な映像作家だと高く絶賛していた。
- クラシック音楽に対する造詣が深く、前出の「新潮45」に寄稿した随筆で、小澤征爾に対し、徹底的なまでに酷評する一方、朝比奈隆を高く評価していた。
- アニメーション作品では唯一『名探偵ホームズ』に参加しているが、これは『名探偵ホームズ』のスタッフとなった石堂淑朗の弟子がそのことを話したところ「私にもシナリオを一本書かせろ」と要望した結果[8]実現している。
- 趣味の一つが将棋であり、棋力はアマチュア初段ほどの腕前だったが、たびたびプロ将棋の観戦記を書き、棋士とも交友した[9]。
- 身長183cm体重93kgのガタイで、親交のあったラグビーファン・野坂昭如から野坂の持つラグビーチームに熱心に勧誘された[10]。1970年代に野坂主催による石堂、田中小実昌、長部日出雄、吉村平吉の女性にモテない5人で、ただ飲んでワイワイ騒ぎ、風呂に入るだけの温泉一泊旅行が毎年実施された[10]。

## 主な脚本作品

### 映画
- 太陽の墓場（1960年）
- 日本の夜と霧（1960年）
- 丹下左膳 乾雲坤竜の巻（1962年）
- 天草四郎時貞（1962年）
- 非行少女（1963年）
- 水で書かれた物語（1965年）
- ちんころ海女っこ（1965年）
- 女のみづうみ（1966年）
- 樹氷のよろめき（1968年）
- 無常（1970年）
- 曼陀羅（1971年）
- 哥（1972年）
- 性教育ママ（1973年）
- 任侠外伝 玄海灘（1976年）
- 暗室（1983年）
- 南極物語（1983年）
- ジャズ大名（1986年）
- 黒い雨（1989年）
- 眠れる美女（1995年）
- いのちの海 −Closed Ward−（2001年）

### テレビ
- おかあさん（1962年、TBS）
- 三匹の侍（1963年、フジテレビ）
- 文五捕物絵図（1967年、NHK）
- われら弁護士（1968年、日本テレビ）
- 風（1968年、TBS）
- 飢餓海峡（1968年、NHK）
- 銀河ドラマ ゼロの焦点（1971年、NHK）
- 天皇の世紀（1971年、ABC）
- 銀河ドラマ 霧の旗（1972年、NHK）
- 銀河テレビ小説 楡家の人びと（1972年、NHK）
- 必殺仕掛人 （1972年 - 1973年、ABC）
  - 第14話「掟を破った仕掛人」
  - 第27話「横をむいた仕掛人」
  - 第30話「仕掛けに来た死んだ男」 - トド松 ※俳優として出演
- 赤ひげ（1972年、NHK）
- 経験（1974年、東海テレビ）
- 子連れ狼（1973年、日本テレビ）
- 追跡（1973年、フジテレビ）
- もしも……（1973年、東海テレビ）
- 日本沈没（1974年、TBS）
- ザ・ボディガード（1974年、NET）
- 天下堂々（1974年、NHK）
- 怪奇ロマン　君待てども（1974年、東海テレビ）
- 刑事くん 第4部（1975年、TBS）
- 銀河テレビ小説 夜の王様（1975年、NHK）
- ザ★ゴリラ7（1975年、NET）
- 銀河テレビ小説 崖（1975年、NHK）
- 冒険（1975年、東海テレビ）
- 幼年時代（1976年、NHK）
- 銀河テレビ小説 霧の中の少女（1976年、NHK）
- 連続テレビ小説 火の国に（1976年、NHK）
- 暗い落日（1977年、NHK）
- 祭ばやしが聞こえる（1977年、日本テレビ）
- 土曜ドラマ 松本清張シリーズ・棲息分布（1977年、NHK）
- 愛人（1978年、フジテレビ）
- 飢餓海峡（1978年、フジテレビ）
- 混声の森（1978年、TBS）
- 銀河テレビ小説 わかれ道（1978年、東海テレビ）
- 少年ドラマシリーズ 七瀬ふたたび（1979年、NHK）
- 家路〜ママ・ドント・クライ（1979年、TBS）
- 同心暁蘭之介（1981年、フジテレビ）
- 火曜サスペンス劇場 愛の報酬（1983年、日本テレビ）
- ザ・サスペンス 悪霊の午後（1983年、TBS）
- 復讐するは我にあり（1984年、TBS）
- 火曜サスペンス劇場 水の迷路（1984年、日本テレビ）
- 火曜サスペンス劇場 描かれた女（1985年、日本テレビ）
- 水曜ドラマスペシャル 欲ばり家の人々（1986年、TBS）
- それぞれの旅立ち（1988年、TBS）
- ヒロシマ　原爆投下までの4か月（1996年、NHK）

#### 特撮
- マグマ大使（1966年、フジテレビ）
- 怪奇大作戦（1969年、TBS）
- ウルトラシリーズ（TBS）
  - 帰ってきたウルトラマン（1971年）
  - ウルトラマンA（1972年）
  - ウルトラマンタロウ（1973年）
  - ウルトラマンレオ（1974年）
  - ウルトラマン80（1980年）
- シルバー仮面（1971年、TBS）

#### アニメ
- 名探偵ホームズ（1984年、テレビ朝日）- 第19話「漱石・ロンドン凧合戦!」

## 著書
- 『現代の青年像』（日本放送出版協会、1965年）
- 『怠惰への挑発』（三一書房、1966年）
- 『好色的生活』（講談社、1970年）、小説
- 『欲望の道化師』（廣済堂出版、1973年）、小説
- 『思春期戦争』（旺文社ノベルス、1975年）、小説
- 『ナイル河ゆらりゆらり』（JTBパブリッシング、1978年4月）
- 『一流の下二流の上 ほどほどに勝ち、ほどほどに負ける生き方がいい』（大和出版、1988年3月）
- 『顔を見ればわかる』（飛鳥新社、1990年11月）
- 『損を承知で正論申す』（PHP研究所、1991年9月）
- 『石堂淑朗の百面相破れかぶれ』（朝日新聞社、1991年12月）
- 『ヘソまがり人生のすすめ まわりに流されないで生きてみよう』（日本実業出版社、1992年4月）
- 『将棋界の若き頭脳群団』（チャイルドブランド）（学習研究社、1992年10月）
- 『辛口気分』（新潮社、1993年11月）、主に「新潮45」に連載
- 『日本人の敵は「日本人」だ』（講談社、1995年11月）、口述筆記での書き下ろし
- 『黒い雨』（演劇ぶっく社、2001年10月）
- 『「おやじ」の正論 平成我鬼草子』（PHP研究所、2006年8月）、主に「正論」に連載
- 『偏屈老人の銀幕茫々』（筑摩書房、2008年3月）